# チューチョ・デ・メヒコ
チューチョ・デ・メヒコ（Chucho de Mexico 、1933年 - ）は、メキシコ出身のミュージシャン、アルパ奏者。本名はヘスース・オロアルテ。

## 略歴

### 誕生
1933年1月2日、メキシコ市で誕生。父ホセと母アルヘリアの二男として誕生。父はギタリスト、祖父は壁画家という文化系の家系に生まれる。

### 少年時代
少年時代よりその美声は有名で、その当時としてはまだ珍しいラジオ番組で歌うなど活躍。15歳の時、闘牛士を目指して、専門の勉強をした。17歳ごろより4歳年上の兄であるホセ・オロアルテとデュオを組み、パーティーなどで頼まれて演奏。美声の誉れを高くした。

### トリオ・デルフィネス時代
1952年に、チューチョは兄のホセと友人のレナルド・サモレノとともにメキシコのコーラスグループ「トリオ・デルフィネス」（Trio Delfines）を結成する。このチームのリーダーはチューチョである。
当時はトリオ（3人組の男性コーラス）の全盛期で、揃いのソンブレロに粋なチャロと言う民族衣装で演奏するグループも多く、マリアッチとともにメキシコを代表する音楽グループの形であった。
その当時はほとんどのトリオがギター3台での演奏形式をとっていたが、トリオ・デルフィネスは多くの楽器を操り、ボレロからメキシコ民謡、南米のフォルクローレまで幅広く演奏するグループとして異色の存在であった。
1954年、メキシコの最大ラジオ局が主催するセミプロの為、登竜門のコンクールで一位を獲得し、そのラジオ局の社長自らが名付け親となり「トリオ・デルフィネス」は誕生した。
メキシコでの人気を不動のものにしたのち、南米各国で公演を行う。メキシコを訪問した各国来賓の為のレセプションなどで数多く演奏。メキシコ大統領の随員として、明国ホワイトハウスでも数回演奏。当時の米大統領ケネディ、ジョンソン大統領の前でも演奏をする。
日本へは1964年に初来日する。以降、17回来日しては、音協、民音などの全国公演、NHKテレビをはじめとして、ラジオやコマーシャルなどで活躍。ヨーロッパ、旧ソ連での公演も大成功を収める。
1986年にメンバーの一員であったホセが病に倒れ、トリオを解散する。数十年経過した今もメキシコのラジオからはトリオ・デルフィネスの歌声が流れない日はないというほどの根強い人気を保っている。

### ソロ活動
ホセの引退によりグループを解散したトリオ・デルフィネスではあったが、豊かな才能のチューチョはソロの弾き語りシンガーとして日本に活躍の場を移し、1987年より活動開始。イベントやディナーショーなどのステージを中心にで活躍。ホテルニューオータニのレギュラー演奏も18年間続いた。
1993年より音楽教室アカデミア・デ・チューチョを発足。数多くのアルパ奏者を育てる。
2000年、在日のラテン人ミュージシャンで「マリアッチ・ロス・コンパニェロス」を結成。イベントやたまごっち、資生堂などのテレビCMやラジオコマーシャル等で活躍する。
2008年6月、日本における40数年に及ぶラテンアメリカの音楽普及活動を、メキシコ大使館より表彰される

## 作品
私のパラグアイポルカ　太陽の女王　ジュヌエン　マヤの喜び　アンデスの哀しみ　神々への調べ　Natsumi夏の海　ノスタルヒア郷愁　愛しき人へ　リンダポジェリータ　躍動するイルカたち　他多数